# Unitat d’Aran
Unitat d’Aran (aranesisch für Einheit von Aran) ist eine politische Partei im zu Katalonien gehörigen Val d’Aran. Dort ist sie neben der Convergéncia Democratica Aranesa eine der beiden großen Parteien. Ihre Aktivität beschränkt sich wie bei allen aranesischen Parteien auf die Wahlen zu den neun Gemeinderäten und dem Conselh Generau d’Aran des Val d’Aran. Die Partei ist seit 1995 mit der katalanischen Partit dels Socialistes de Catalunya assoziiert und tritt deshalb in der Regel auch unter dem Doppelnamen Unitat d’Aran-Partit dels Socialistes de Catalunya an.

## Geschichte
Nach der ersten Wahl zum Conselh Generau d’Aran 1991 kam die Unitat d’Aran erstmals 2007 durch eine Koalition mit der Partit Renovador d’Arties e Garòs an die Regierung. Nach den Wahlen 2019 und 2023 erreichte sie jeweils die absolute Mehrheit der Sitze und konnte so alleine die Regierung übernehmen.

## Politische Positionen
Unitat d’Aran ist die Mitte-links-Partei im Val d’Aran und setzt sich für Nachhaltigkeit und soziale Gerechtigkeit ein. Die Partei ist zudem auch Fürsprecherin für mehr Autonomie des Val d’Aran von Katalonien und fordert so zum Beispiel eine bessere Finanzierung durch die Regierung von Katalonien. Wie ihre Schwesterpartei Partit dels Socialistes de Catalunya ist sie gegen die Unabhängigkeit von Katalonien und den Verbleib in Spanien, was im Val d’Aran im Vergleich populärer als in anderen ländlichen Regionen Kataloniens ist. Sie hält die Frage der Unabhängigkeit für eine Sache der Katalanen, woran die Aranesen nicht beteiligt sind.